# Hallopodidae
Famille
Genres de rang inférieur
- † Hallopus (genre type)
- † Macelognathus
- † Almadasuchus

Les Hallopodidae forment une petite famille fossile de « reptiles » crocodylomorphes.
Leurs fossiles sont connus dans les Amériques, en Argentine et aux États-Unis (Colorado et Wyoming), dans des sédiments du Jurassique supérieur, de l'Oxfordien au Tithonien, soit il y a environ entre 161,5 et 143,1 millions d'années. 

## Description
Ce sont des crocodylomorphes basaux de taille modeste, de l'ordre de 1 mètre, avec une morphologie apparente de crocodiles « hauts sur pattes ».

## Liste des genres
- † Hallopus Marsh, 1881 (genre type)
- † Macelognathus Marsh, 1884
- † Almadasuchus Pol et al., 2013

## Classification
Les Hallopodidae sont des crocodylomorphes basaux, placés en groupe frère du grand groupe des Crocodyliformes,.